# Mpman

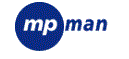
Logo de l'entreprise

Mpman est une marque coréenne de baladeurs numériques qui a lancé le premier lecteur MP3 portatif en 1998.

## Historique
Dirigée par Jae Kwan Lee, fils d'un des fondateurs de Samsung, l'entreprise SaeHan Information Systems a lancé la marque MPman en 1998 à la suite du dépôt de brevet d'un lecteur portatif de fichiers audionumériques MP3.
Le nom Mpman est inspiré des appellations utilisées par Sony à l'époque, comme Walkman et Discman.
Le modèle MPMan F10 fut le premier lecteur MP3 portable au monde.
À l'époque, sa mémoire était 16 Mo, ce qui lui permettait alors de stocker environ 4 chansons. La mémoire externe pouvait accueillir 64 Mo maximum, soit un total d'environ 18 chansons. À titre de comparaison, les iPod 160 Go stockent environ 40 000 chansons.
Mpman a commencé par fabriquer des produits pour Toshiba en Europe et Eiger Labs aux États-Unis avant de proposer des modèles sous sa propre marque.
Leur distribution a commencé au Japon et en Corée avant de se développer en Europe à partir de 2001. En Belgique, la firme est basée à Bruxelles et se charge de fournir les chaînes de distributions européennes les plus importantes, dont, par exemple, l'Espagne, la France, et même l'Italie. La société a commercialisé par la suite des baladeurs numériques à mémoire flash d'une capacité de 128 Mo à 8 Go, et a également étendu sa gamme en proposant des produits électroniques tels que des chaînes Hi-Fi, des autoradios, des dictaphones, des lecteurs DVD, des e-Books Reader (ou "liseuses"), ainsi que des tablettes tactiles fonctionnant sous Android. Parmi ces nombreux appareils, beaucoup sont proposés à des prix très bas.

## Liste des produits (non exhaustive)

### Baladeurs sans vidéo
- CLIP
- FIESTA²
- MP-F62
- MP-F97
- MP-F99
- MP-F402
- MP-F700
- MP-FUB300
- MP-UB330 333

### Baladeurs avec vidéo
- BT28 (Bluetooth)
- MP-CS155
- MP-CS157
- MP-CS187
- MP-CS188
- MP-CS200
- MP-CS352
- MP-TK1
- MP-101 WOM (+JPG/TXT)
- MP-107 (+JPG/TXT)
- MP-108
- MP-122/123
- MP-123PAK (touches sensitives)
- MP-130
- MP-152 (FM)
- MP-160
- MP-202
- MP-239
- MP-241
- MP-244
- MP-249
- MP-249PAK
- MP-285 WOM (écran tactile)
- TS200 (FM + écran Tactile, 2.0 pouces)
- TS290 (FM + écran tactile)
- TS301 (écran tactile)
- TS302 (écran tactile + FM + caméra)
- TS302 WOM (écran tactile + caméra)
- TS302 PAK (avec casque)
- TS350 (écran tactile + caméra)